# Metastenasellus tarrissei
Metastenasellus tarrissei là một loài chân đều trong họ Stenasellidae. Loài này được Magniez miêu tả khoa học năm 1979.